# Čurapčinskij ulus
Il Čurapčinskij ulus è un ulus (distretto) della Repubblica Autonoma della Jacuzia-Sacha, nella Russia siberiana orientale; il capoluogo è il villaggio di Čurapča.
Confina con gli ulus Megino-Kangalasskij a sudovest, Amginskij a sud, Tattinskij e Ust'-Aldanskij a nord, Ust'-Majskij ad est.
Il territorio dell'ulus si estende nella sezione centromeridionale del bassopiano della Jacuzia centrale, nella valle del fiume Lena.